# Puncticorpus susannae
Puncticorpus susannae är en tvåvingeart som beskrevs av Papp 1974. Puncticorpus susannae ingår i släktet Puncticorpus och familjen hoppflugor. Inga underarter finns listade i Catalogue of Life.